# Fontinalis missourica
Fontinalis missourica là một loài Rêu trong họ Fontinalaceae. Loài này được Cardot mô tả khoa học đầu tiên năm 1896.